# Zainab
Zainab (arabisch زينب) ist ein arabischer weiblicher Vorname. Er bedeutet „Wüstenblume“, „Zierde des Vaters“ oder „Zierbaum“. Die türkische Form des Namens ist Zeynep.
Andere Schreibweisen sind Zaineb, Zaynab, Zeineb, Zeinab, Zeynab, Zyneb, Zineb, lateinisch Zenobia.
In Bosnien existieren auch die Formen Zejneb und Zejneba und in Westafrika (Gambia) Sainabou und Zainabou.

## Namensträgerinnen
Zainab
- Zainab bint Ali (625–682), Tochter von ʿAlī ibn Abī Tālib und Schwester von al-Husain ibn ʿAlī
- Zainab bint Chuzaima (um 597–um 627), Frau des Propheten Mohammed
- Zainab bint Dschahsch (592–641), Frau des Propheten Mohammed
- Zainab bint Muhammad (599–630), Tochter von Chadīdscha bint Chuwailid und dem Propheten Mohammed
- Zainab Hawa Bangura (* 1959), sierra-leonische Politikerin
- Zainab Fauwāz (1850/1860–1914), libanesische Schriftstellerin, Dramatikerin, Dichterin und Biografin
- Zainab al-Ghazali (1917–2005), ägyptische Aktivistin

Andere Schreibweisen
- Zaynab Alkali (* 1955), nigerianische Schriftstellerin
- Zeinab Badawi (* 1959), sudanesisch-britische Rundfunkreporterin und Nachrichtenmoderatorin
- Zaynab Dosso (* 1999), ivorisch-italienische Sprinterin
- Zaineb El Houari (* 1998), marokkanische Tennisspielerin
- Zenobia (um 240–nach 272), Herrscherin von Palmyra
- Zineb Jammeh (* 1977), gambische First Lady, geboren in Marokko